# Gaoyou
Gaoyou (高邮市S, GāoyóuP) è una città-contea della Cina, situata nella provincia di Jiangsu e amministrata dalla prefettura di Yangzhou.